# Обернский университет
О́бернский университет (англ. Auburn University, сокр. AU или Auburn) — американский государственный исследовательский университет в городе Оберн, штат Алабама.
Один из ведущих и второй по величине университет штата Алабама. В университете обучается более 25 000 студентов (29 776 человек на 2017 год) и преподаёт более 1200 преподавателей.

## История
Основан 7 февраля 1856 года как Мужской колледж восточной Алабамы, — частный гуманитарный вуз, аффилированный с Южной методистской епископальной церковью. В 1872 году колледж стал первым в штате Алабама государственным вузом, получив новое название Алабамский сельскохозяйственный и механический колледж. В 1892 году колледж стал первым в штате вузом со смешанным обучением. В 1899 году колледж поменял название на Алабамский политехнический институт. Своё нынешнее название О́бернский университет вуз получил в 1960 году.
До 1963 года Обернский университет был разделен по расовому признаку, и в него допускались только белые студенты. Интеграция началась в 1964 году с приема первого афроамериканского студента Гарольда Франклина (Harold A. Franklin), которому пришлось подать в суд на университет, чтобы поступить в аспирантуру, и которому было отказано в получении степени после того, как он защитил магистерскую диссертацию; он был удостоен степени магистра истории только в 2020 году. Первая степень, присвоенная афроамериканцу, была получена в 1967 году. В 2018 году Обернский университет начал серию лекций для продвижения расового разнообразия под названием «Критические разговоры» (Critical Conversations).

## Деятельность
В выпуске US News & World Report за 2020 год университет занял 97-е место среди лучших национальных университетов США в целом, 40-е место среди государственных университетов и 164-е место в рейтинге «Лучшие школы» (Best Value Schools).
Обернский университет является учредителем студенческой спортивной Юго-Восточной конференции, в которую в настоящее время входят 13 крупнейших южных государственных университетов США и один частный Университет Вандербильта.
Университет владеет и управляет Региональным аэропортом Обернского университета площадью 423 акра (1,71 км²).
Академические подразделения Обернского университета:
| - College of Agriculture (1872) - Samuel Ginn College of Engineering (1872) - Graduate School (1872) - College of Architecture, Design and Construction (1907) - College of Veterinary Medicine (1907) - College of Education (1915) - College of Human Sciences (1916) | - Raymond J. Harbert College of Business (1967) - School of Nursing (1979) - Honors College (1981) - School of Forestry and Wildlife Sciences (1984) - James Harrison School of Pharmacy (1885) - College of Sciences and Mathematics (1986) - College of Liberal Arts (1986) |

### Президенты
Должность президента Обернского университета занимали:
| - 1859—1861 − William Jeremiah Sasnett - 1866—1872 − James Ferguson Dowdell - 1872—1882 − Isaac Taylor Tichenor - 1882—1883 − William Leroy Broun - 1883—1884 − David French Boyd - 1884—1902 − William Leroy Broun - 1902—1919 − Charles Coleman Thach - 1920—1928 − Spright Dowell - 1928—1932 − Bradford Knapp - 1935—1947 − Luther Noble Duncan | - 1947—1965 − Ralph Brown Draughon - 1965—1980 − Harry Melvin Philpott - 1980—1983 − Henry Hanly Funderburk - 1983—1984 − Wilford Sherrill Bailey - 1984—1992 − James Everett Martin - 1992—2001 − William Van Muse - 2001—2004 − William Fred Walker - 2004—2007 − Edward Ray Richardson - 2007—2017 − Jay Gogue - 2017—2019 − Steven Leath |

С 8 июля 2019 года президентом университета является Джей Гоуг (Jay Gogue), который уже возглавлял это учебное заведение в 2007—2017 годах.

### Выпускники
Выдающиеся выпускники университета: генеральный директор Apple Тим Кук, актриса и продюсер, лауреат премии «Оскар» Октавия Спенсер, один из основателей Википедии Джимми Уэйлс, губернатор штата Алабама Кэй Айви, губернатор штата Теннесси Билл Ли.
См. выпускники Обернского университета.